# Дейлемиты

Карта, показывающая Дейлем в западном Табаристане

Дейлемиты (пехл. Daylamīgān; перс. دیلمیان‎ Deylamiyān) — иранский народ, жители Дейлема (Дейлама, Таламаи, Дейлемана) — горного Гиляна, горной части Табаристана в северном Иране (юго-западное побережье Каспийского моря). Воины из Дейлема входили в войска персидских царей с VI века, позже известны как составная часть гвардии арабских халифов. Хотя они были наёмниками, они пользовались независимостью несмотря на множество мусульманских военных походов против них. В конце IX века дейлемиты, среди которых ранее было распространено несторианское христианство, приняли ислам шиитского толка и стали совершать захватнические походы на соседние области.
Под этим названием известна также династия Буидов, разные ветви которой правили в Средние века в различных областях Ирана, также в Багдаде в 945—1055 гг. Старейшей дейлемской династией, видимо, были Джустаниды. Наиболее раннее упоминание о них относится к 791 году.

## Происхождение и язык
Дейлем – горный район рядом с Талышом и Гилян; многие авторы отмечают большое сходство в описании внешнего вида, обычаев и традиций, языка и методов хозяйствования горных талышей и дейлемитов. Интересно другое – после XII в. упоминания о дейлемитах из мусульманской историографии почти исчезают, а уже в конце XIII в. мы имеем сведения периода правления Хулагида Газан-хана (1295-1304) о «вилайете Талыш» почти в том же районе и с тем же описанием, что и более ранний (IX-XII вв.), горный Дейлем.
Дейлемиты жили в высокогорье Дейлема, как в Талышских горах, так и в части хребта Альборз, Однако самые ранние зороастрийские и христианские источники указывают на то, что Дейлемиты первоначально прибыли из восточной Анатолии недалеко от Тигра, где иранские этнолингвистические группы. Они говорили на языке дейлеми, ныне исчезнувшем северо-западном иранском языке, похожем на язык соседних килитов (диалект талышского языка). Во времена Государства Сасанидов они использовались в качестве высококлассной пехоты. Согласно византийским историкам Прокопию и Агафию, они были воинственными людьми и умели вести ближний бой, каждый из которых был вооружен мечом, щитом и копьями или дротиками.

## Потомки дейлемитов
Современными потомками дейламитов является талышский народ, которые проживают на юге Азербайджана и в северо-западной части Ирана. О сходстве быта, ареала расселения и пр. указывают различные источники. 
В недавно изданном в Тегеране полном своде сборника летописей Рашид ад-Дина Фазлуллаха (1297-1318гг.) содержатся два интересных отрывка о периоде начала правления Хулагидского ильхана Газан-хана (конец XIIIв.): «Возле западного берега Каспийского моря есть город Талыш и он населен талышами, а еще этот город во времена дейламитов и сельджуков называли Далан-нав’вар» (Rashid ad-Din Fazllulah 1993-1994, vol. III: 2244). Упоминание города, отражающее этническое наименование населения, скорее всего говорит о желании Рашид ад-Дина передать произошедшие трансформации в наименовании горного района (и его жителей) между Гиланом и Муганской степью, где и тянется почти параллельно побережью Каспийского моря Талышский хребет с севера на юг – от р.Балхара, границы Муганской степи на севере до р. Сефидруд (Сипиару – на талышск.) на границе с Гиланом - на юге.
Совершенно очевидно, что говоря «о временах дейламитов» Рашид ад-Дин имеет в виду династию Буидов (Бувайхидов), оставившую заметный след в истории Ирана X-XI вв.
Западная граница ареала расселения талышей в период XV-XIXвв., как и поныне, фактически ограничена Талышским хребтом, куда помещали прародину дейламитов в IX-XIIвв. различные мусульманские источники географического и исторического характера. Можно допустить и то, что Рашид ад-Дин, не напрасно вспоминая о «городе Талыше», приводит его вместе с наименованием дейламитов — скорее всего он хотел показать, что речь идет об одном и том же районе, который раньше считался дейламским, а теперь (в начале XIVв.) называется Талыш.
В другом месте своего труда «Джам’и ат-таварих» Рашид ад-Дин Фазлуллах снова говорит о Талыше уже как об отдельной области в державе Хулагидов: «Великий падишах Газан-хан решил отправиться на охоту в велайят Талыш, что возле Мугани. Было известно, что в Адарбайджане у Талышских гор скрываются от властей многие разбойники и оубаши, и многие купцы и благочестивые мусульмане опасались дорог вдоль (возле) Талышских гор из-за непрерывных нападений и грабежей. Великий падишах разбил свой лагерь у подножья Талышинских гор и в течение короткого времени очистил все окрестности от разбойников, а все оубаши были тоже уничтожены. После этого он потребовал от своих слуг создать (построить) множество небольших укрепленных пунктов (укрепленные башни или небольшие крепости) для контроля над всей территорией велайята и приказал в каждом из этих пунктов поставить кормушки для того, чтобы серны и газели, медведи и лисицы, дикие ослы и мулы, волки и горные козлы и все другие дикие животные могли бы питаться в голодное время года и беспрепятственно размножаться. После этих трудов падишах Газан-хан устроил большую охоту в велайяте Талыш и в Муганской степи»

## История

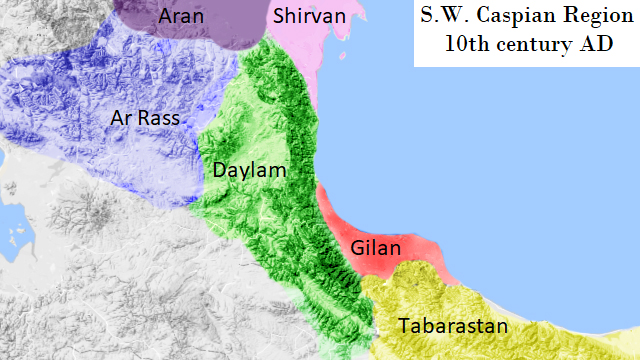
Территория Дейлемитов

### Доисламский период

#### Селевкидский и парфянский период
Дейлемиты впервые появляются в исторических записях в конце 2 века до нашей эры, где они упоминаются Полибием, который ошибочно называет их «эламитами» (Ἐλυμαῖοι) вместо «Daylamites» (Δελυμαῖοι). В среднеперсидской прозе "Кар-Намаг и Ардашир и Папакан", последний правитель Парфянской империи, Артабан V (годы правления 208—224) призвал все войска из Рея, Дамаванда, Дейлема и Падишхваргара для борьбы с недавно созданной Сасанидской империей. . Согласно «Письму Тансара», в этот период Дейлем, Гилан и Руян принадлежали королевству Гушнасп, который был парфянским вассалом, но позже подчинился первому сасанидскому императору Ардаширу I (годы правления 224—242).

#### Сасанидский период
Потомки Гушнаспа правили до ок. 520 г., когда Кавад I (годы правления 488—531) назначил своего старшего сына Кавуса королем бывших земель династии Гушнаспидов. В 522 году Кавад I послал армию под командованием некоего Буйя (известного как Боес в византийских источниках) против Вахтанга I Иберийского. Этот Буя был уроженцем Дайлама, что подтверждается тем фактом, что он носил титул вахриз, титул Дайламита, который также использовался Хурразадом, военачальником Дайламита, который завоевал Йемен в 570 году во время правления Хосрова I (годы правления 531—579).), и его Дайламские войска позже сыграют значительную роль в обращении Йемена в зарождающийся ислам. Византийский историк VI века Прокопий описал Дайламитов так:

варвары, которые живут … в центре Персии, но никогда не подчинялись персидскому царю. Ибо их жилище находится на отвесных склонах гор, которые в целом недоступны, и поэтому они продолжали оставаться автономными с древних времен до в наши дни; но они всегда маршируют с персами как наемники, когда идут против своих врагов. И все они — пехотинцы, каждый с мечом, щитом и тремя дротиками в руке (De Bello Persico 8.14.3-9).

Снаряжение дейлемитов сасанидской армии включало мечи, щит, боевой топор (tabar-zīn), пращи, кинжалы, пики и двузубые дротики (zhūpīn).
Дейлемиты также принимали участие в осаде Археополиса в 552 году. Они поддержали восстание Бахрама Чобина против Хосрова II, но позже он задействовал элитный отряд из 4000 дайламитов в качестве части своей гвардии. Они также отличились в йеменской кампании Вахриза и в битвах против войск Юстина II.Некоторые мусульманские источники утверждают, что после сасанидского поражения в битве при аль-Кадисийя, 4000-сильный контингент даямитов сасанидской гвардии вместе с другими иранскими подразделениями перешел на сторону арабов, приняв ислам.

### Исламский период

#### Сопротивление арабам
Дейлемитам удавалось противостоять арабскому вторжению на их собственную горную родину в течение нескольких столетий под властью своих местных правителей. Войны в регионе были обычным явлением, с рейдами и контратаками с обеих сторон. При арабах старый иранский город-крепость Казвин продолжал выполнять свою сасанидскую роль как оплот против набегов Дейлемитов. Согласно историку ат-Табари, дейлемиты и тюрки считались злейшими врагами арабских мусульман. Халифат Аббасидов проник в регион и оккупировал его части, но их контроль никогда не был очень эффективным.
Вскоре после 781 года несторианский монах Шубхалишог начал евангелизировать Дайламитов и обращать их в христианство. Он и его соратники сделали лишь небольшой шаг вперед, прежде чем столкнулись с конкуренцией со стороны ислама. Во время правления Харуна ар-Рашида (годы правления 785—809) несколько мусульман-шиитов бежали к главным образом язычникам Дайламитам, с несколькими зороастрийцами и христианами, чтобы избежать преследований. Среди этих беженцев было несколько алидов, которые начали постепенное обращение дайламитов в шиитский ислам. Тем не менее, сильная иранская идентичность оставалась укоренившейся в народах региона наряду с антиарабским менталитетом. Местные правители, такие как Буиды и Зияриды, отмечали старые иранские и зороастрийские праздники.

#### Экспансия Дейлемитов
Начиная с IX века, пехотинцы Дейлемитов стали составлять важный элемент армий Ирана.
В середине 9-го века Аббасидский халифат увеличил потребность в наемных солдатах в Королевской гвардии и армии, поэтому они начали вербовать дейлемитов, которые в тот период были не такими сильными, как турки, хорасанийцы, ферганцы и Египетские племена Магарибы. С 912/3 по 916/7, Дейлемитский солдат, Али ибн Вахсудхан, был начальником полиции (ā alib al-shura) в Исфахане во время правления аль-Муктадира (годы правления 908—929). В течение многих десятилетий «для личной охраны халифа оставалось обычным делом включать в себя как дайламитов, так и вездесущих турок». Амиры Буидов, которые сами были Дейлемитами или Гиляни, дополнили свою армию пехотинцев дейлемитов тюркскими кавалеристами. Дейлемиты были среди состоящих из армии сельджуков, и газневиды также использовали их в качестве элитной пехоты.
В исламских источниках упоминаются характерные расписные щиты и короткие двузубые копья (по-персидски: ژوپین zhūpīn; по-арабски: مزراق mizrāq), которые можно было использовать для колющих или метательных ударов в качестве копья. Их характерная тактика боя заключалась в наступлении со стеной из щитов и использовании копий и боевых топоров сзади.

## Культура

### Религия
Дейлемиты, скорее всего, были приверженцами той или иной формы иранского язычества, в то время как меньшинство из них были зороастрийцами и христианами-несторианами. Согласно аль-Бируни, дейлемиты и килиты «жили по правилам, установленным мифическим Афридуном». Церковь Востока распространилась среди них благодаря деятельности Иоанна Дейлема, и епископства упоминаются в отдаленный район еще в 790-х годах, хотя возможно, что некоторые остатки сохранились там до 14 века.

### Имена
Имя царя Мута звучит необычно, но когда в IX и X веках вожди Дейлемитов появляются в большом количестве в центре внимания, их имена, несомненно, являются языческими иранскими, не юго-западного «персидского» типа, а северо-западного типа: таким образом, Gōrāngēj (не Kūrānkīj, как первоначально интерпретировалось) соответствует персидскому gōr-angēz «охотник за дикими ослами», Shēr-zil — Shēr-dil «львиное сердце» и т. д. Средневековый персидский географ Эстахри проводит различие между персидским и дейлемитским и комментирует, что в высокогорье Дейлема существовало племя, которое говорило на языке, отличном от языка Дейлема и Гиляна, возможно, на не сохранившемся неиранском языке.

### Обычаи, комплектация и внешний вид
Многие привычки и обычаи Дейлемитов зафиксированы в исторических записях. Их люди были поразительно стойкими и способны переносить ужасные лишения. Они были вооружены дротиками и боевыми топорами, а высокие щиты были окрашены в серый цвет. В бою они обычно строили стену щитами против нападающих. Некоторые дейлемиты использовали копья с горящей нафтой. Поэтическое изображение вооруженного боя Дейлемитов присутствует в Висе и Раме Фахруддина Асада Гургани. Основным недостатком дейлемитов было небольшое количество кавалерии, что вынудило их работать с тюркскими наемниками.
Дейлемиты преувеличенно оплакивали своих мертвецов и даже самих себя в неудачах. В 963 г. правитель Ирака-буидов Муиз аль-Даула популяризировал «Оплакивание Мухаррама» в Багдаде, что, возможно, сыграло свою роль в эволюции тазие.
Эстахри описывает дейлемитов как смелых, но невнимательных людей, худощавых с виду и пушистых волосами. Они занимались сельским хозяйством и имели стада, но только по несколько лошадей. Они также выращивали рис, ловили рыбу и производили шёлковые ткани. Согласно аль-Мукаддаси, Дайламиты были красивы и имели бороды. По словам автора «Худуд аль-Алам», женщины-дейлемиты занимались сельским хозяйством, как и мужчины. Согласно Рудхравари, они были «равны людям по силе разума, силе характера и участию в управлении делами». Кроме того, Дейлемиты также строго практиковали эндогамию.

## Галерея

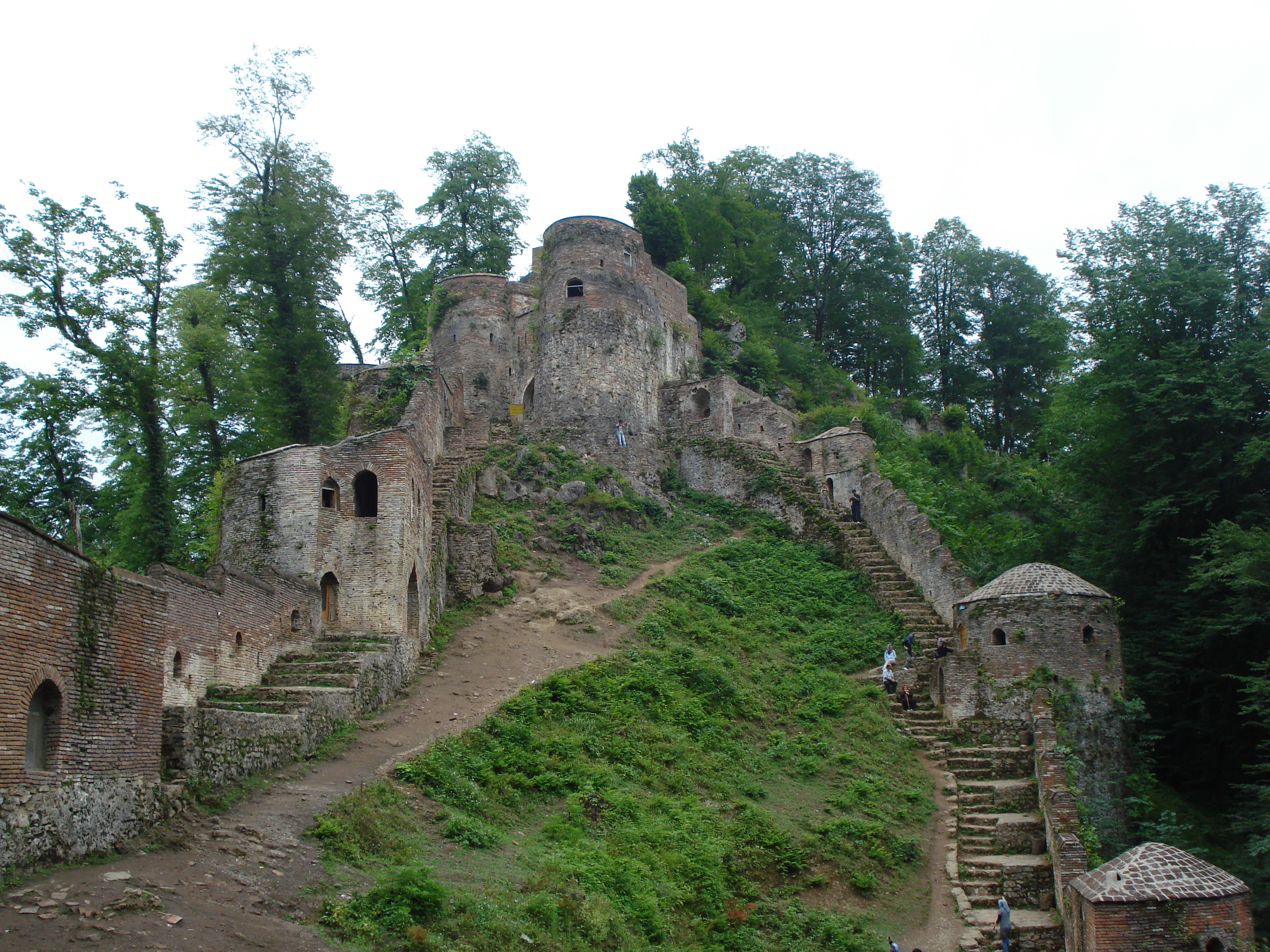
Крепость Рудхан, построенная в Дейлеме во время империи Сасанидов
Карта, показывающая Дейлем (далеко справа) под властью империи Сасанидов
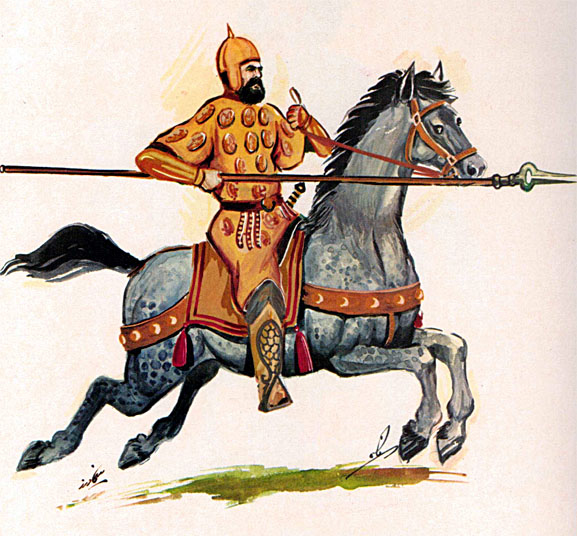
Изображение дейлемитского кавалериста из иранского учебника
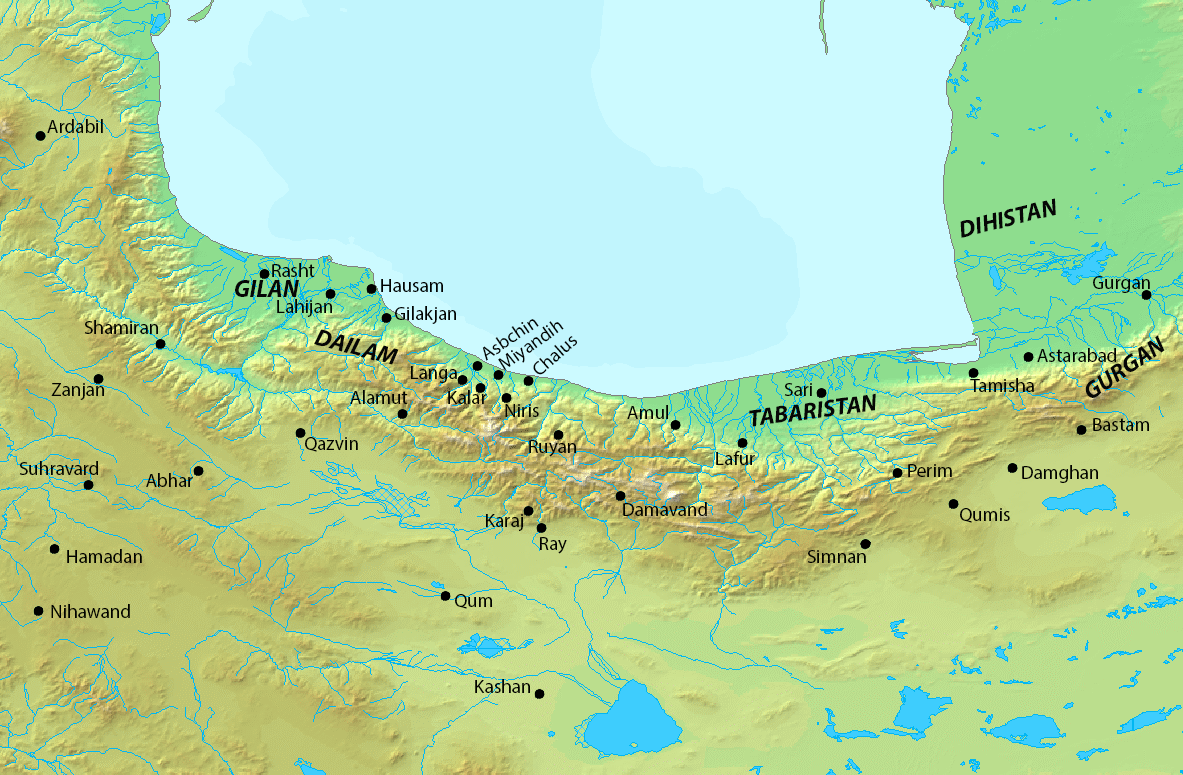
Карта каспийского побережья Ирана во время Иранского интермеццо
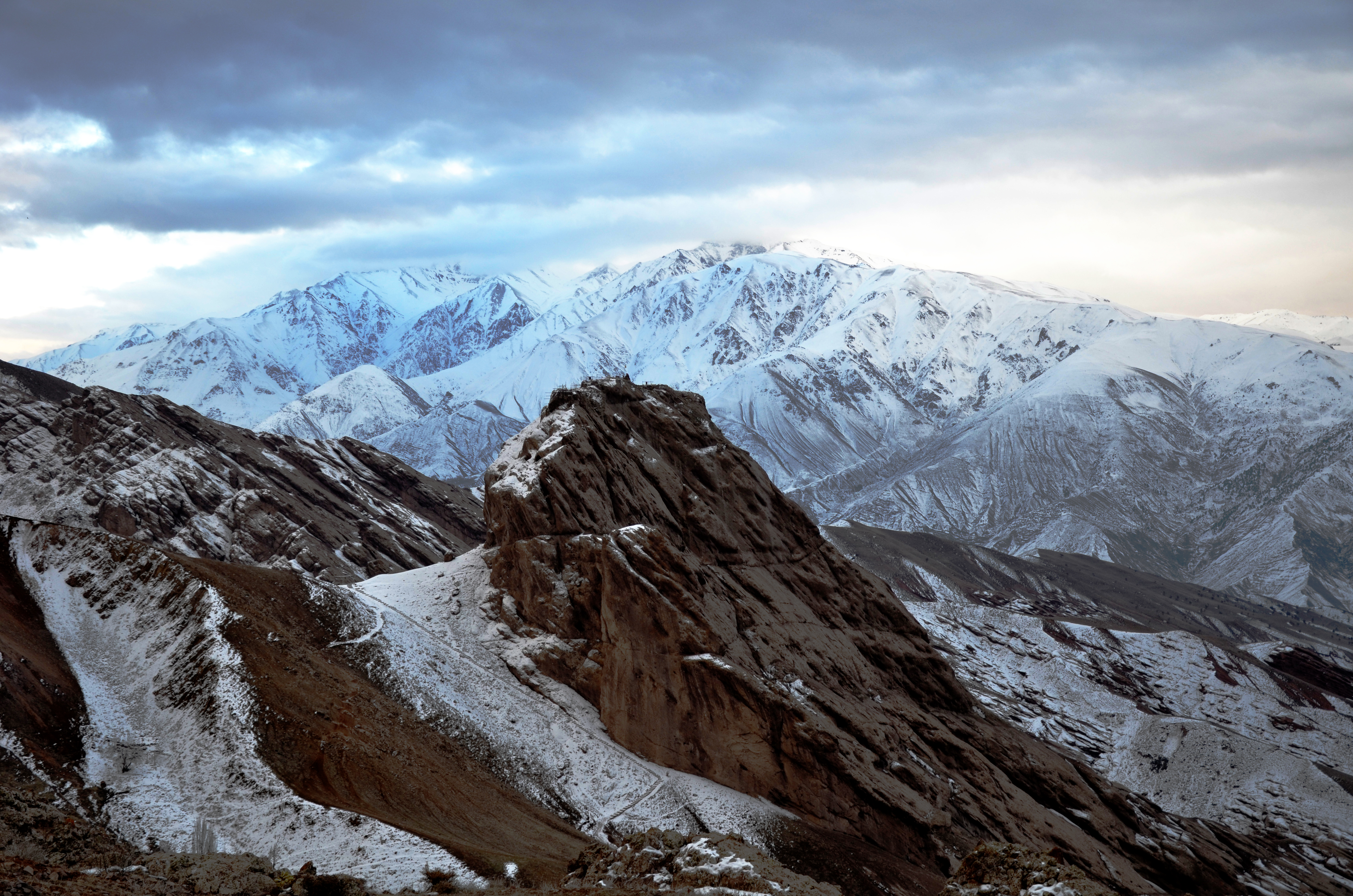
Вид Аламута
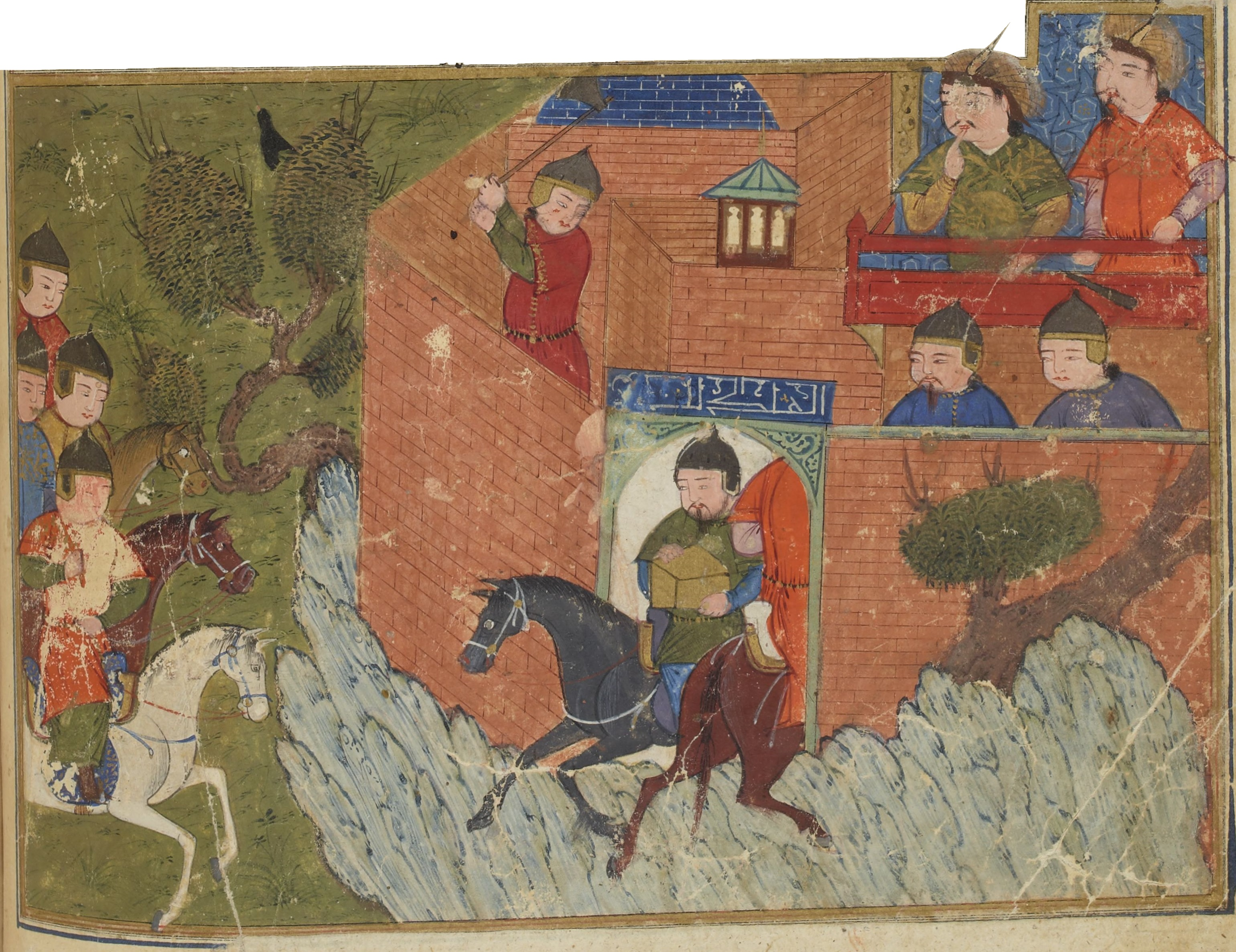
Осада Аламута 1213-1214 гг., изображённая в Джами ат-таварих Рашидом-ад-Дином. Национальная библиотека Франции, Департамент манускриптов, Восточный Отдел.
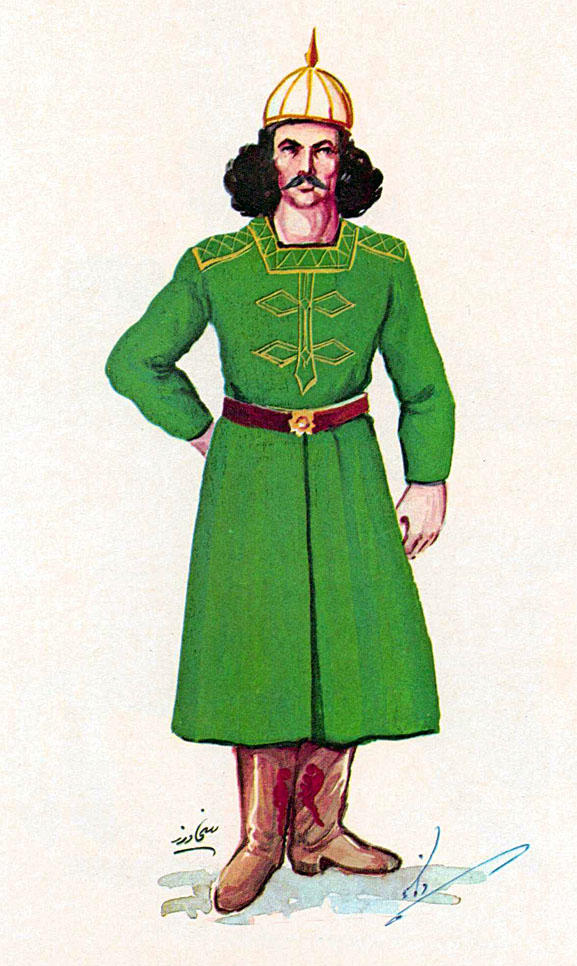
Артистическое оформление дейлемитского буидского пехотинца
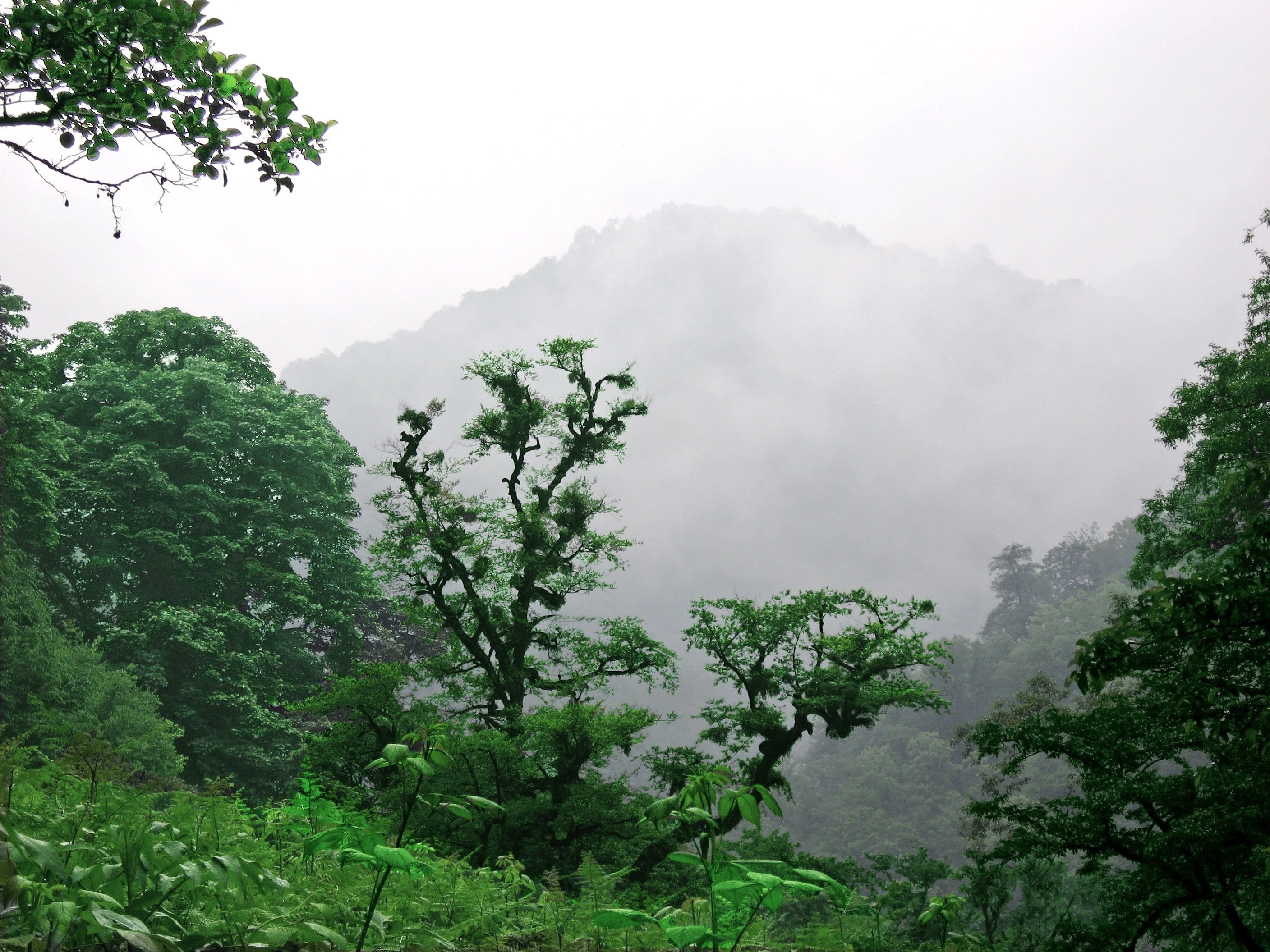
Изображение дождевого леса в Дейлеме